# Itaquiraí
Itaquiraí es un municipio brasileño ubicado en el sur del estado de Mato Grosso do Sul, fue fundado en 1980.
Situado a 340 m s. n. m. su población es de 17.603 habitantes, la superficie es de 2.067 km².
La economía de basa en el cultivo de soja, maíz, algodón y trigo.